# Luis Arnedo Muñoz
Luis Arnedo Muñoz   (Almansa, 30 de novembre de 1856 - Madrid, 1911) fou un compositor de sarsueles satíriques i crític musical.

## Biografia
Sent encara un infant destacà com a pianista. Feu amb gran profit els estudis en el Conservatori de Madrid, ensems que no descurava la instrucció literària. Al mateix temps que componia sarsueles per al teatre, dirigia orquestres, donava concerts i publicava assenyats articles de crítica musical en El Porvenir, La Nueva Prensa, El Solfeo, El Manifiesto i La Critica, que fundà i dirigí, i sobre tot, en el diari El País, del que en fou crític musical durant molts anys. Desenvolupà el càrrec de mestre de cors del teatre Reial de Madrid.
L'especialitat d'aquest compositor foren les paròdies, ja que ningú com ell sabia trobar el punt vulnerable de les més aplaudides partitures, ni ridiculitzar amb més gràcia els passatges en què la fortuna no acompanyà el compositor.
Escrigué les parodies: Lorencín o El camarero del cine (parodia de l'òpera de Wagner, El Caballero del Cisne); Guasin, (parodia l'obra de Tomás Bretón, Garín); Carmela; Churro Bragas, (parodia de Curro Vargas de Chapí); Dolores de Barriga; La fosca, (Parodia de Tosca, Puccini); La gofemia, (parodia de La Bohème); El bando del zulú, i d'altres. a més va escriure les sarsueles:
- 1879 - En la portería
- 1882 - Estar en vilo
- 1883 - Artistas de moda
- 1884 - Curriyo el esquilaor
- 1885 - Frutas coloniales
- 1889 - Juzgado municipal y Pum (Ángel Rubio)
- 1890 - Los Reyes Magos
- 1893 - Miss´erere
- 1894 - El Comandante Martínez i Con las manos en la masa
- 1895 - Dolores de cabeza
- 1897 - Simón es un lila
- 1900 - El Balido del zulú
- 1901 - El Beso de Judas
- 1902 - Juan y Manuela
- 1905 - El Caballo de Batalla
- 1910 - Ahora sí que va de veras i Negros y Rojos (Teodoro San José)

## Sarsueles sense data disponible
- - Arturi di Fuencarrali
- - En un lugar de la Mancha
- - El Hombre del Cornetín
- - La Iluminada
- - El Voto del caballero
- - Mil ochocientos noventa y uno (1891), o la Vuelta del hijo prodigo
- - Santo y seña (Ángel Rubio)
- - Dos siglos en una hora
- - A la pradera